# Hansenulus trebax
Hansenulus trebax is een eenoogkreeftjessoort uit de familie van de Nicothoidae. De wetenschappelijke naam van de soort is voor het eerst geldig gepubliceerd in 1986 door Heron & Damkaer.